# Aale-Aale

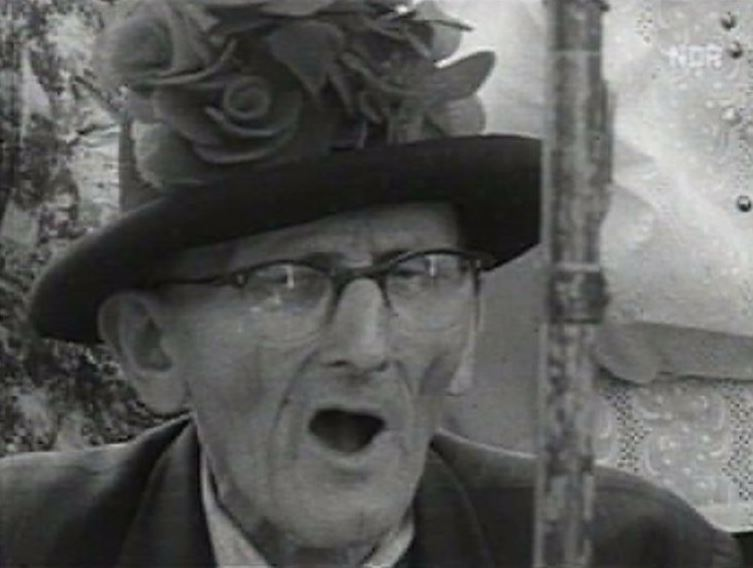
Aale-Aale alias Karl Wilhelm Schreiber etwa 1957

Aale-Aale, bürgerlich Karl Wilhelm Schreiber, (* 18. Oktober 1892 in Dresden; † 30. Oktober 1970 in Hamburg) verkaufte auf Hamburgs Straßen und Märkten Aale und wird als Hamburger Original bezeichnet.
Er wurde am 18. Oktober 1892 als viertes von elf Kindern des aus Crottendorf/Erzgebirge stammenden Maschinenhammer-Schmiedes Christian Moritz Schreiber und dessen Ehefrau Auguste Ida (geb. Liebsch) geboren. „Aal-Willi“, wie er auch genannt wurde, starb am 30. Oktober 1970 in Hamburg-Farmsen. 
Zunächst als Elbschiffer tätig, blieb er wohl bald in Hamburg hängen. Dort verkaufte er ab 1919 auf dem Fischmarkt, vor dem Derby in Horn und an anderen Stellen geräucherte Aale, die er in einem kleinen Wagen mit sich führte. 
Neben seinem, mit Falsettstimme gerufenen, „Aale Aale“ war für ihn auch typisch, dass er eine Melone mit Blumen auf dem Kopf trug.